# Siccia parvula
Siccia parvula là một loài bướm đêm thuộc phân họ Arctiinae, họ Erebidae.